# Palacio de Champasak
El Palacio de Champasak en Pakse, Laos, era una antigua residencia del Príncipe de Champasak, Chao Boun Oum. Fue construido para el príncipe Boun Oum, como residencia, pero tuvo que abandonarla en 1974, antes de que se terminara cuando el gobierno Real de Laos fue derrocado por el comunista Pathet Lao. Después de la revolución, el edificio fue terminado y sirvió como sede de los congresos del Partido Comunista y para el alojamiento de los dignatarios visitantes. El palacio se convirtió en un hotel en 1995, después de que una empresa tailandesa tuvo éxito en sus negociaciones con el gobierno de Laos.